# 헐크 (축구 선수)
지바니우두 비에이라 지 소자(포르투갈어: Givanildo Vieira de Souza, 1986년 7월 25일 ~ )는 헐크(포르투갈어: Hulk)라는 이름으로 알려진 브라질의 축구 선수로, 포지션은 윙어이다. 현재 캄페오나투 브라질레이루 세리이 A의 아틀레치쿠 미네이루 소속으로 뛰고 있다.

## 클럽 경력
2003년 EC 비토리아에서 선수 생활을 시작하였다.
2005년, 19세의 나이로 일본 J리그 팀 가와사키 프론탈레로 이적하였다. 2006년과 2007년엔 각각 J2리그의 콘사돌레 삿포로와 도쿄 베르디에서 임대 생활을 하며 2년간 정규 리그 80경기에서 62골을 터뜨리며 폭발적인 득점력을 과시하였다. 2008년 포르투갈 리가의 FC 포르투로 이적하였다. 2012년 여름 이적 시장에서 첼시 FC에서 관심을 받았던 헐크는 예상과는 달리 러시아 팀 FC 제니트 상트 페테르부르크로 이적하였다.
2016년 6월 중국 슈퍼리그의 상하이 상강으로 이적했다.

## 국가대표팀 경력
2009년 11월 14일, 잉글랜드와의 경기에서 A매치 데뷔전을 치렀다. 2012년 하계 올림픽에는 와일드 카드로 선발되어 출전했다.
2014년 FIFA 월드컵에서는 국가대표 엔트리에 들어갔으나 16강 칠레를 상대로 큰 실수를 여러번 범하는 바람에 헐크로 인해 팀을 칠레와 승부차기 혈투로 몰고갔다. 여기서도 헐크의 실축으로 팀이 패할 뻔 했지만 줄리우 세자르 골키퍼의 신들린 선방으로 간신히 8강에 진출했다.

## 경력 통계

### 국가대표팀 득점
| 골         | 날짜             | 장소                                              | 상대              | 점수 | 결과 | 대회               |
| ---------- | ---------------- | ------------------------------------------------- | ----------------- | ---- | ---- | ------------------ |
| 1.         | 2012년 5월 26일  | 독일 함부르크 알톤나, 폴크스파르크슈타디온        | 덴마크            | 1–0  | 3–1  | 친선경기           |
| 2.         | 2012년 5월 26일  | 독일 함부르크 알톤나, 폴크스파르크슈타디온        | 덴마크            | 2–0  | 3–1  | 친선경기           |
| 3.         | 2012년 6월 9일   | 미국 뉴저지주 이스트러더퍼드, 메트라이프 스타디움 | 아르헨티나        | 3–2  | 3–4  | 친선경기           |
| 4.         | 2012년 9월 7일   | 브라질 상파울루, 에스타디오 도 모룸비             | 남아프리카 공화국 | 1–0  | 1–0  | 친선경기           |
| 5.         | 2012년 9월 10일  | 브라질 헤시피, 에스타디오 도 알루다               | 중화인민공화국    | 4–0  | 8–0  | 친선경기           |
| 6.         | 2012년 10월 11일 | 스웨덴 말뫼, 스베드방크 스타디온                  | 이라크            | 4–0  | 6–0  | 친선경기           |
| 7.         | 2013년 11월 16일 | 미국 플로리다주 마이애미, 선라이프 스타디움       | 온두라스          | 5–0  | 5–0  | 친선경기           |
| 8.         | 2013년 11월 19일 | 캐나다 토론토, 로저스 센터                        | 칠레              | 1–0  | 2–1  | 친선경기           |
| 9.         | 2014년 6월 3일   | 브라질 고이아니아, 에스타디오 셀라 두라다         | 파나마            | 3–0  | 4–0  | 친선경기           |
| 10.        | 2015년 9월 6일   | 미국 뉴저지주 해리슨, 레드불 아레나               | 코스타리카        | 1–0  | 1–0  | 친선경기           |
| 11.        | 2015년 9월 9일   | 미국 매사추세츠주, 폭스버러                       | 미국              | 1–0  | 4–1  | 친선경기           |
| 골(올림픽) | 날짜             | 장소                                              | 상대              | 점수 | 결과 | 대회               |
| 1.         | 2012년 8월 11일  | 잉글랜드 런던, 웸블리 스타디움                    | 멕시코            | 1–2  | 1–2  | 2012년 런던 올림픽 |

## 수상
브라질
- 올림픽 축구 : 은메달 (2012)
- FIFA 컨페더레이션스컵 : 우승 (2013)
- FIFA 월드컵 : 4위 (2014)